# Reino de Diamante

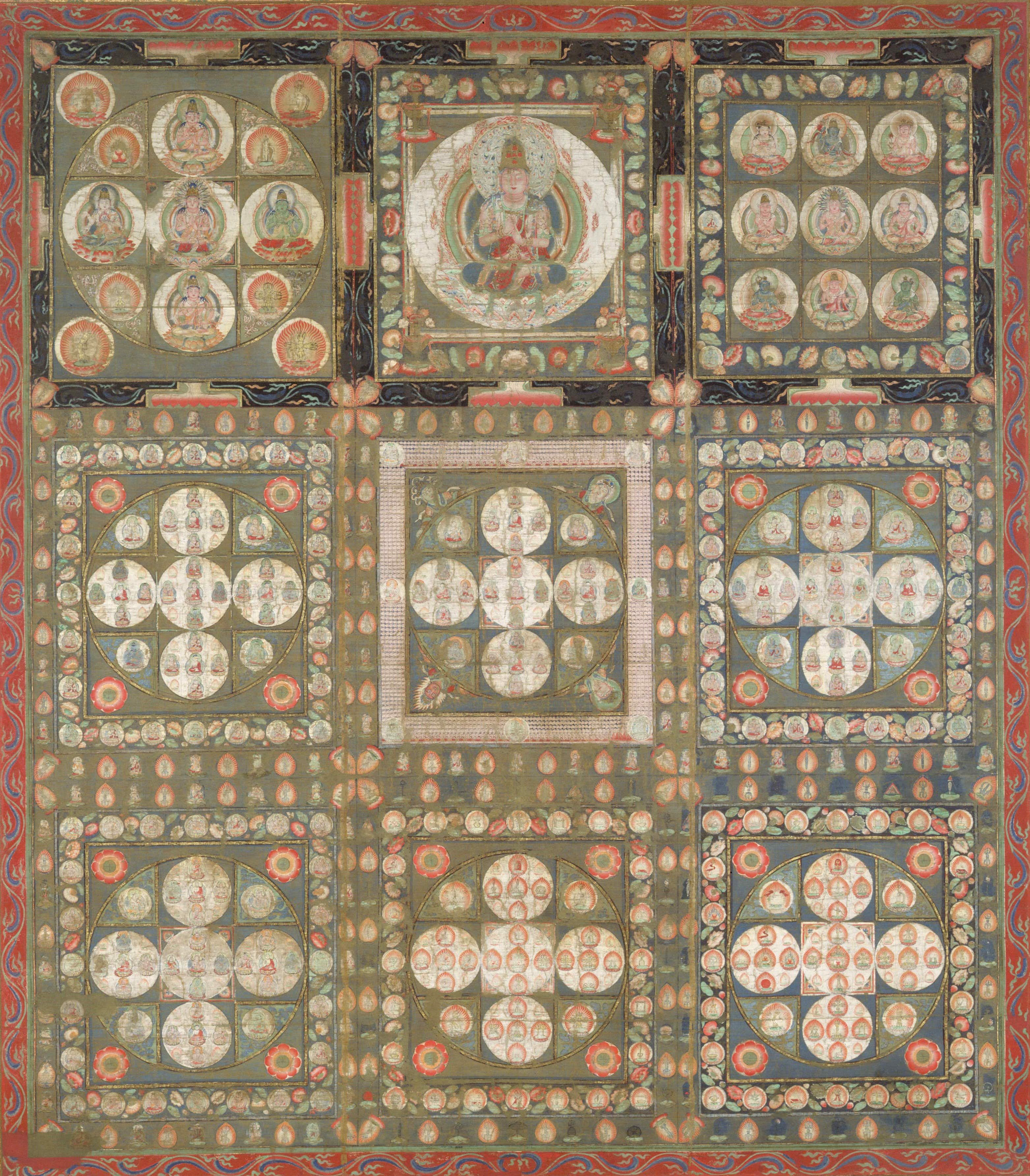
Mandala del Reino de Diamante (Kongokai) de la escuela Shingon

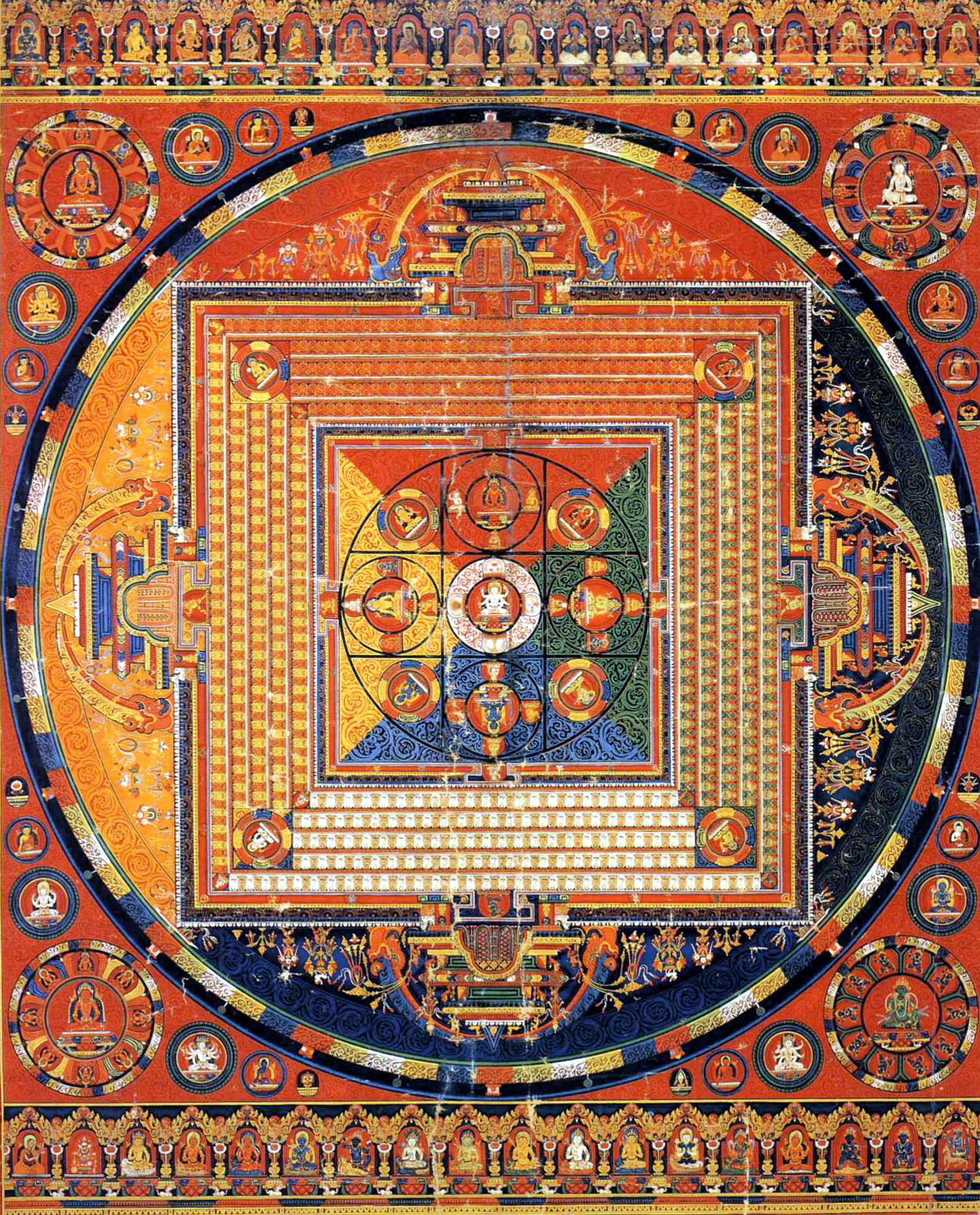
Pintura tibetana de Vajradhatu

En el budismo vajrayana, el Reino de Diamante (en sánscrito वज्रधातु vajradhātu, japonés.金剛 界 kongōkai) es un espacio metafísico habitado por los Cinco Tathagatas. El Mandala del Reino de Diamante se basa en un sutra budista esotérico llamado Vajrasekhara Sutra . 
El Reino de Diamante es un motivo muy popular en los mandalas, y junto con el Mandala del Reino del Útero (garbhakoṣadhātu), conforman el Mandala de los Dos Reinos. Este mandala, junto con el Reino del Vientre (útero), forman el núcleo de los rituales esotéricos japoneses del budismo Shingon, incluyendo el ritual de iniciación o abhiṣeka . En este ritual, a los nuevos iniciados se les vendan los ojos y se les pide que arrojen una flor sobre un mandala. El lugar donde las flores aterrizan ayuda a decidir a qué figura budista debe dedicarse el estudiante.
En los salones tradicionales de Shingon, el Mandala del Reino de Diamante se cuelga en la pared occidental que simboliza la realización final del Buda Mahāvairocana . En este escenario, el Mandala del Reino del Vientre se cuelga en la pared oriental, que simboliza la etapa joven del Buda Mahāvairocana. 

## Otras lecturas
- Grotenhuis, Elizabeth Ten (1999). Mandalas japoneses: representaciones de geografía sagrada, Honolulu: University of Hawai'i Press, págs. 33-57